# Rafael García-Plata de Osma
Rafael García-Plata y Osma (Guadalcanal, 1870-Cáceres, 1918) fue un folclorista, poeta y ensayista español.

## Biografía
Nacido el 4 de marzo de 1870 en la localidad sevillana de Guadalcanal, estudió la localidad extremeña de Alcuéscar —en la que se instaló tras su boda y discurrió la mayor parte de su vida— y sus alrededores, habiendo llegado a ser descrito como «verdadero continuador de la tradición folclórica de Extremadura». Entre sus obras se encuentran títulos como Geografía popular de Extremadura (1899) y Rimas infantiles (1903).
En su faceta de escritor y periodista colaboró con numerosos medios, como el Heraldo de Madrid, El Globo, La Semana Cómica, La Justicia y el Diario Universal, de Madrid. En Extremadura colaboró con periódicos como la Revista de Morón y Bético-Extremeña, El Noticiero, El Norte de Extremadura, el Diario de Cáceres, El Bloque y El Adarve.
Falleció a raíz de la epidemia de gripe de 1918, el 19 de noviembre de dicho año, en Cáceres, ciudad en la que existe una calle con su nombre.